# Глобальное потепление на 1,5 °C
Глобальное потепление на 1,5 °C (Special Report on Global Warming of 1.5 °C, SR15) — специальный доклад Межправительственной группы экспертов по изменению климата (МГЭИК) о последствиях глобального потепления на 1,5 °C выше доиндустриальных уровней, вышедший 8 октября 2018 года. Авторы доклада исследовали последствия повышения среднемировой температуры на 1,5 °C по сравнению с доиндустриальным уровнем, причины, которые к этому ведут, и предложили меры по борьбе с изменением климата, подчёркивая, что ограничение глобального потепления на уровне 1,5 градуса требует «беспрецедентных оперативных и масштабных изменений во всех сферах жизни». Доклад назывался «самым важным из всех докладов, которые публиковались на протяжении 30-летней истории МГЭИК, „оглушительный сигнал тревоги для мира“». Доклад получил широкое освещение в СМИ по всему миру.
Данный доклад был подготовлен по решению 21-й сессии Конференции сторон РКИК ООН о принятии Парижского соглашения. В работе над ним приняли участие 91 учёный и редакторы-рецензенты из сорока стран мира. В нём приводятся более 6 тыс. ссылок на научные источники. Он был подготовлен совместно всеми рабочими группами МГЭИК. Этот доклад стал первым подобным в серии специальных докладов, подготавливаемых в ходе Шестого оценочного цикла МГЭИК.

## Содержание
В докладе подчеркивается, что человечество уже наблюдает последствия глобального потепления на 1 °С, которые находят выражение в более экстремальных погодных условиях, подъёме уровня моря и пр.
В соответствии с докладом ограничение потепления на уровне 1,5 °С возможно, это требует сокращения глобальных выбросов двуокиси углерода на 45 % к 2030 году по сравнению с 2010 годом и сведения их к нулю к 2050 году; при существующем темпе выбросов мир достигнет потепления на 1,5 °С в период между 2030 и 2052 годами, а к 2100 году потепление может увеличиться более чем на 3—4 °С.
Один из основополагающих выводов доклада заключается в том, что ограничение глобального потепления на уровне 1,5 °C в сопоставлении с 2 °C уменьшит неблагоприятные воздействия на экосистемы, здоровье и благосостояние человека, что облегчит достижение Целей в области устойчивого развития ООН и сократит масштабы нищеты.

## Прогноз 2021 года
Согласно первому с 2013 года отчету Межправительственной группы экспертов, при всех сценариях выбросов (даже при самом большом их уменьшении) к 2040 году температура повысится на 1,5 градуса, а арктический лед полностью растает по крайней мере один раз до 2050 года, что приведет к существенному повышению уровня океанов и морей. Отмечалось также невыполнение Парижского климатического соглашения, обязывающего не допустить роста среднегодовой температуры в мире более чем на 1,5 °C.
Согласно совместному докладу разведывательного сообщества США в 2021 году, вероятно повышение температуры на 1,5 градуса к 2030 году.

## Прочая информация
Майкл Манн ещё по выходе доклада заявлял, что тот слишком оптимистичен в оценках и прогнозах. Bob Ward (communications director) тогда же указывал, что в докладе не указаны основные риски, связанные с изменением климата. Подобные замечания высказывали Kevin E. Trenberth и Вирабхадран Раманатан.
В конце 2022 Кирк Джонсон отмечал, что «будет трудно не превысить эту цель (ограничения потепления в 1,5 °C — прим.)».
По утверждению Билла Гейтса в январе 2023 года, ныне нет шансов ограничить потепление парижской климатической целью в 1,5 °C по сравнению с доиндустриальными уровнями, и «очень маловероятно», что его удастся удержать на уровне 2 °C. «На данный момент нужно держаться ниже 2,5 °C, — заявил он. — Я думаю, что это возможно».
Согласно докладу экспертов МГЭИК, вышедшему в марте 2023 года, глобальное потепление достигнет 1,5 °C по сравнению с доиндустриальной эпохой уже к 2030—2035 годам. Средняя температура уже поднялась почти на 1,2 °C.
2023 год официально стал самым жарким в истории наблюдений, а также первым годом, когда средняя глобальная температура планеты почти достигла порога потепления в 1,5 °C в сравнении с доиндустриальным периодом. Ряд учёных, в частности бывший климатолог NASA Джеймс Хансен, спрогнозировали, что 2024 год станет первым в истории, когда средняя температура планеты превысит указанный порог.
Июнь 2024 года стал 12-м месяцем подряд с температурой на 1,5°C выше средней за период с 1850 по 1900 год.
Согласно ежегодном отчету ООН 2024 года, по всем сценариям, шансы мира ограничить потепление до 1,5C "практически равны нулю".